# Le Samyn 2003
De 35e editie van de Belgische wielerkoers Le Samyn, ook bekend als de GP Fayt-le-Franc vond plaats op 5 maart 2003.

## Uitslag
| Le Samyn 2003 |                   |                        |          |
| Plaats        | Naam              | Ploeg                  | Tijd     |
| Winnaar       | Stefan van Dijk   | Lotto-Domo             | 4u16'00" |
| 2             | Gert Vanderaerden | Palmans - Collstrop    | z.t.     |
| 3             | Jeroen Blijlevens | BankGiro Loterij       | z.t.     |
| 4             | Arkadiusz Wojtas  | CCC Polsat             | z.t.     |
| 5             | Roy Sentjens      | Rabobank               | z.t.     |
| 6             | Roger Hammond     | Palmans - Collstrop    | z.t.     |
| 7             | Janek Tombak      | AG2R - Prévoyance      | z.t.     |
| 8             | Allan Bo Andresen | Team Fakta             | z.t.     |
| 9             | Jacob Rasmussen   | Palmans - Collstrop    | z.t.     |
| 10            | Damien Nazon      | Brioches La Boulangère | z.t.     |

1968 · 1969 · 1970 · 1971 · 1972 · 1973 · 1974 · 1975 · 1976 · 1977 · 1978 · 1979 · 1980 · 1981 · 1982 · 1983 · 1984 · 1985 · 1986 · 1987 · 1988 · 1989 · 1990 · 1991 · 1992 · 1993 · 1994 · 1995 · 1996 · 1997 · 1998 · 1999 · 2000 · 2001 · 2002 · 2003 · 2004 · 2005 · 2006 · 2007 · 2008 · 2009 · 2010 · 2011 · 2012 · 2013 · 2014 · 2015 · 2016 · 2017 · 2018 · 2019 · 2020 · 2021 · 2022 · 2023 · 2024 · 2025